# دیوید اس. استنلی
دیوید اس. استنلی (انگلیسی: David S. Stanley; ۱ ژوئن ۱۸۲۸ – ۱۳ مارس ۱۹۰۲) فرد نظامی اهل ایالات متحده آمریکا بود. وی همچنین برندهٔ جوایزی همچون نشان افتخار (آمریکا) شده‌است.